# Jacob Wessel

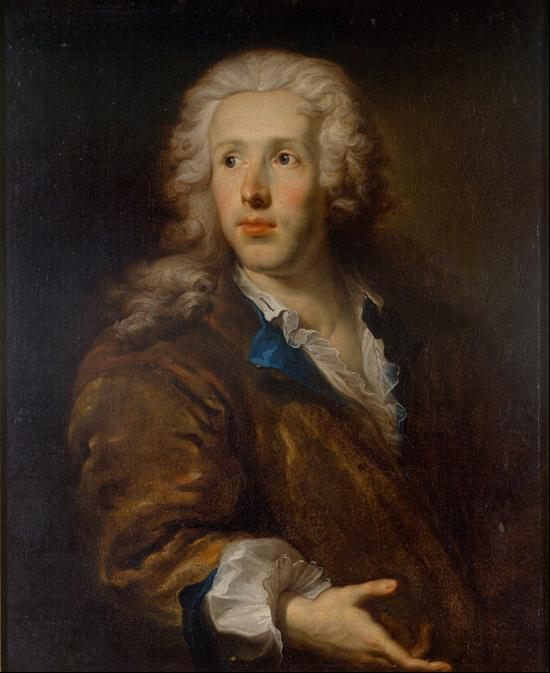
Porträt Jacob Wessel, von Georg Christoph Grooth, 1744, Württembergisches Landesmuseum Stuttgart

Jacob Wessel (getauft 20. Juli 1710 in Danzig, Polnisch-Preußen; gestorben 25. September 1780) war ein Maler in Danzig.

## Leben und Werk

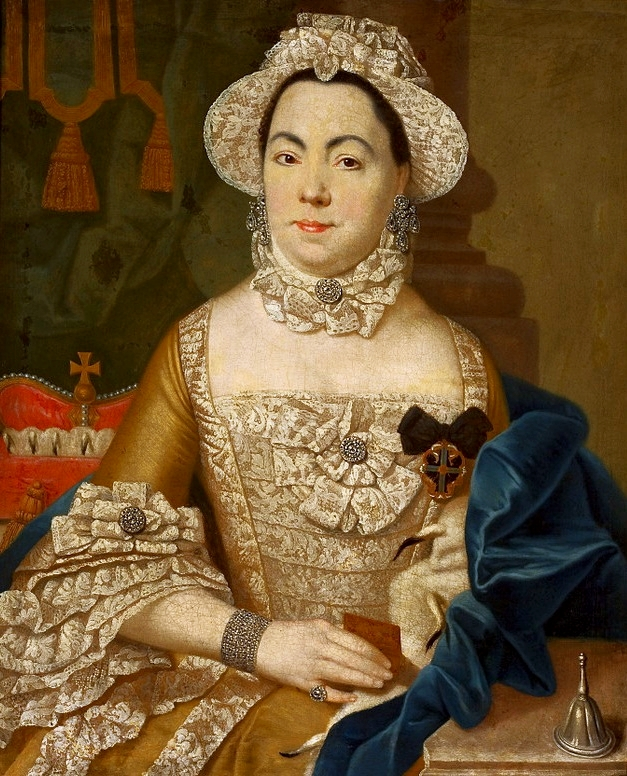
Antonilla Grabowska

Jacob Wessel lernte bei Johann Benedikt Hoffmann dem Älteren in Danzig.  1736 machte er einen Meisterabschluss bei Antoine Pesne in Berlin.
Spätestens seit 1740 war Wessel wieder in Danzig, wo er Mitglied der Malerzunft wurde. Im folgenden Jahr erhielt er das Bürgerrecht der Stadt.
Jacob Wessel porträtierte die bedeutenden Persönlichkeiten Danzigs seiner Zeit, darunter Bürgermeister, Ratsherren und Pfarrer. Es sind etwa 80 Porträts bekannt, von denen etwa 20 in Danzig, Warschau, Berlin, Stuttgart, Warendorf und anderen Orten erhalten sind. Außerdem schuf er auch historische Gemälde und verfasste Lexikonartikel über Malerkollegen.
Jacob Wessel gilt als der bedeutendste Danziger Maler des 18. Jahrhunderts, was vor allem daran liegt, dass es keine vergleichbaren Künstler in dieser Zeit in der Stadt gab.